# Mouncif El Haddaoui
Mohammed Mouncif El Haddaoui (ur. 21 października 1964, zm. 15 kwietnia 2024) – marokański piłkarz grający na pozycji pomocnika.

## Kariera klubowa
Mouncif El Haddaoui w czasie mistrzostw świata 1986 grał w AS Salé.

## Kariera reprezentacyjna
W reprezentacji Maroka Mouncif El Haddaoui grał w latach osiemdziesiątych. Uczestniczył również w mistrzostwach świata 1986 w Meksyku. Na mundialu był rezerwowym i nie wystąpił w żadnym spotkaniu.